# Welcome Home (mangá)
Welcome Home (ただいま、おかえり, Tadaima, Okaeri; lit.  "Cheguei em Casa, Bem-Vindo de Volta") é uma série de mangá japonesa, dos gêneros boy's love e slice of life, de Ichi Ichikawa. É serializada através da revista antológica Omegaverse Project, da Fusion Product, desde novembro de 2015 e foi distribuída em cinco volumes em tankōbon. A série é publicada em inglês pelo Manga Club. Uma adaptação em série de anime para televisão produzida pelo Studio Deen estreou em abril de 2024.

## Enredo
Os graduados universitários Hiromu e Masaki Fujiyoshi são um casal do mesmo sexo, com um vínculo inquebrável. Eles são então abençoados com as alegrias da paternidade quando Masaki engravida e dá à luz seu primeiro filho, um menino saudável chamado Hikari, criando assim a família amorosa e feliz com que sempre sonharam.
No entanto, vivem numa sociedade onde homens e mulheres são segregados com base no estatuto de gênero e estão divididos em três classes diferentes: as primeiras são os Alfas, pessoas que são consideradas mais dominantes e são capazes de engravidar indivíduos de gênero masculino e feminino que carregam o gene tipo Ômega; Ômegas, que são homens e mulheres que podem engravidar e dar à luz filhos; e Betas, que são humanos normais sem gênero secundário. Devido a isso, a família de Hiromu os deserdou e se recusou a reconhecer seu relacionamento e seus netos.
Por muitos anos, tanto Alfas quanto Ômegas como Hiromu e Masaki enfrentaram a muita discriminação, especialmente aqueles em relacionamentos ou casamentos com pessoas do tipo oposto, já que é costume que os relacionamentos sejam entre tipos iguais. Dois anos depois de sofrer animosidade e assédio em seu bairro anterior, Masaki e Hiromu mudam-se para um novo bairro e cidade mais adequado para criar os filhos.
Quando Hikari completa 2 anos, Masaki e Hiromu decidem mais tarde ter outro filho, então Hikari terá um irmão mais novo com quem crescer; Masaki então dá à luz uma menina chamada Hinata. Apesar do preconceito contínuo que enfrentam, a família Fujiyoshi tem muitos amigos, vizinhos e colegas de trabalho que os apoiam e que lhes dão o apoio, o amor, a aceitação e a compaixão que merecem.

## Personagens
Masaki Fujiyoshi (藤吉 真生, Fujiyoshi Masaki)
Dublado por: Atsushi Tamaru
Hiromu Fujiyoshi (藤吉 弘, Fujiyoshi Hiromu)
Dublado por: Toshiyuki Morikawa
Hikari Fujiyoshi (藤吉 輝, Fujiyoshi Hikari)
Dublado por: Atsumi Tanezaki
Yūki Hirai (平井 祐樹, Hirai Yūki)
Dublado por: Taku Yashiro
Tomohiro Matsuo (松尾 知泰, Matsuo Tomohiro)
Dublado por: Kohsuke Toriumi
Hinata Fujiyoshi (藤吉 陽, Fujiyoshi Hinata)
Dublado por: Konomi Kohara
Aoto Mochizuki (望月 仰人, Mochizuki Aoto)
Dublado por: Shintarō Asanuma
Michiru Mochizuki (望月 満, Mochizuki Michiru)
Dublado por: Kaede Hondo
Yūto Matsuo (松尾 優人, Matsuo Yūto)
Dublado por: Toshiki Masuda
Shūto Matsuo (松尾 秀人, Matsuo Shūto)
Dublado por:  Kazuyuki Okitsu
Kazuhiko Ogiwara (荻原 和彦, Ogiwara Kazuhiko)

## Mídia

### Mangá
| N.º | Data de lançamento  | ISBN                                     |
| --- | ------------------- | ---------------------------------------- |
| 1   | 24 de junho de 2016 | 978-4-86589-200-0                        |
| 2   | 24 de junho de 2017 | 978-4-86589-358-8                        |
| 3   | 24 de abril de 2018 | 978-4-86589-481-3                        |
| 4   | 24 de abril de 2019 | 978-4-86589-558-2 978-4-86589-560-5 (ES) |
| 5   | 24 de abril de 2024 | 978-4-86589-779-1                        |

### Anime
Uma adaptação para anime foi anunciada em 28 de setembro de 2023. Mais tarde foi revelado que era uma série produzida pelo Studio Deen e dirigida por Shinji Ishihira, com roteiros escritos por Yoshiko Nakamura, Junta Matsumura atuando como assistente de direção, design de personagens feito por Mina Ōsawa e música composta por Megumi Oohashi. Estreou em 9 de abril de 2024, na Tokyo MX e outras redes. A canção tema de abertura é "Futatsu no Kotoba" (ふたつのことば; lit.  "Duas Palavras"), interpretada por Madkid, enquanto o tema de encerramento é "Tsunagiai" (つなぎあい; lit.  "Conexão"), interpretada por Takayoshi Tanimoto. A Crunchyroll licensiou a série sob o título original Tadaima, Okaeri.